# Kellerjochhütte
Die Kellerjochhütte ist eine Schutzhütte der Sektion Schwaz des Österreichischen Alpenvereins in den Tuxer Alpen.

## Lage und Umgebung

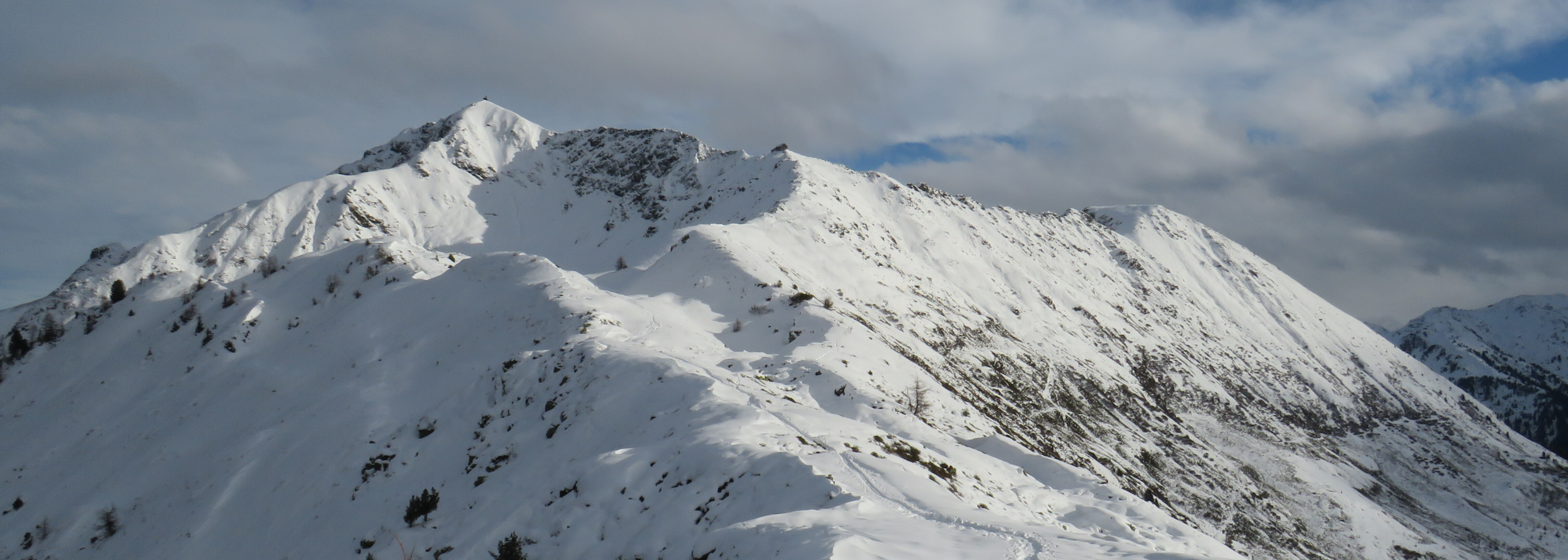
Lage der Kellerjochhütte auf dem Kamm zwischen Kreuzjoch mit Gipfelkapelle (Kellerjoch) und Kuhmesser (rechts), gesehen von Nordwesten

Sie befindet sich am Kellerjoch am Rücken zwischen dem Kreuzjoch (2344 m) und dem Arbeserkogel (2026 m), dort wo der Grat in Richtung Süden zum Kuhmesser (2264 m) abzweigt.

## Geschichte
Die Hütte wurde im Jahre 1908 von der seinerzeitigen Sektion Schwaz des Deutschen und Österreichischen Alpenverein (DuOeAV) erbaut und ersetzte die 1897 eröffnete Alte Kellerjochhütte auf der Proxenalm unterhalb. Im Jahr 2016 wurde die Hütte umfassend saniert und in Teilbereichen erneuert. Sie ist seit mehreren Jahren Teil der DAV-Initiative "So schmecken die Berge".

## Wege

### Zustieg
Die Hütte ist von der Bergstation der Kellerjochbahn unterhalb des Arbeserkogels in einer Stunde Gehzeit erreichbar. Von Hochfügen aus ist die Hütte von der Bergstation der Spieljochbahn in etwa zwei Stunden Gehzeit erreichbar. Vom südlich des Kellerjochs gelegenen Loassattel  erreicht man die Hütte in etwa eineinhalb Stunden. Bedeutend länger ist hingegen der Aufstieg direkt von Schwaz, dieser nimmt etwa vier Stunden in Anspruch. Im Winter ist die Hütte häufig das Ziel von Skitourengehern. Die Route führt da vom Parkplatz Pirchnerast über rund 1.000 Höhenmeter bis zur Hütte.

### Touren von der Hütte
Von der Hütte ist das Kreuzjoch mit der Gipfelkapelle über einen stellenweise drahtseilversicherten Steig in etwa 20 Minuten zu erreichen. Für den Gratübergang zum Kuhmesser braucht man etwa eine Stunde und nach einem Abstieg zum Loassattel kann man zum Gilfert aufsteigen. Für den Übergang zur Rastkogelhütte ist mit einer Gehzeit von 4½ bis 6 Stunden zu rechnen.

## Ausstattung

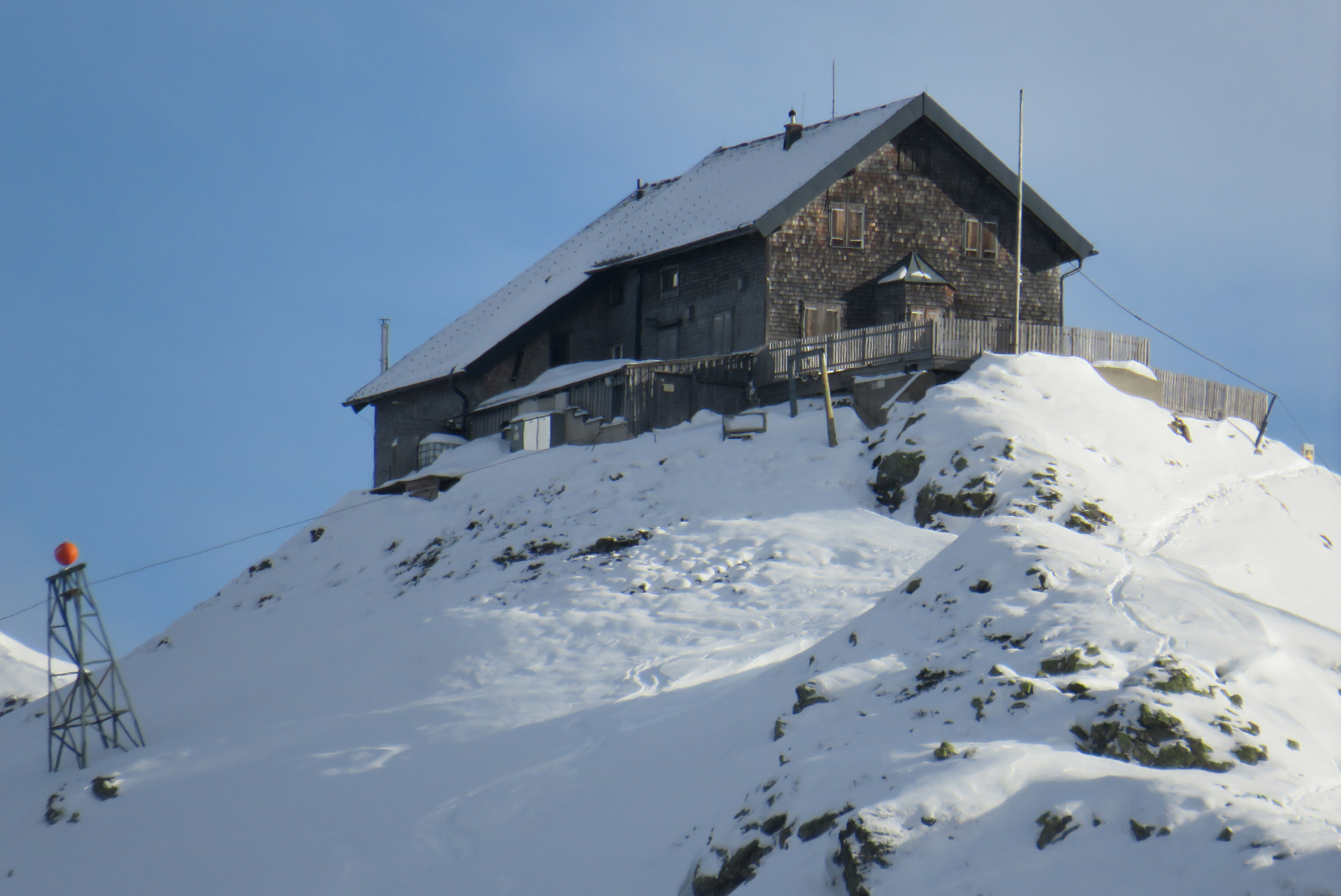
Die Kellerjochhütte mit Materialseilbahn, gesehen von Nordwesten

Die Hütte verfügt neben Gastraum, Küche und Lagerräumen über 26 Betten in Zimmerlagern, Sanitäranlagen mit Dusche sowie einen beheizbaren Winterraum (2 Betten), der außerhalb der Bewartungszeit zugänglich ist (AV-Schlüssel erforderlich). Im Außenbereich befindet sich eine große Terrasse. Die Kellerjochhütte wird aufgrund der ausgesetzten wasserlosen Lage am Kamm von einem hydraulischen Widder mit Wasser versorgt. Die Stromversorgung wird mittels Diesel-Stromerzeugungsaggregat gewährleistet. Für die Entsorgung des Abwassers wird eine biologische Kläranlage genutzt. Lebensmittel und andere Güter erreichen die Kellerjochhütte über eine Materialseilbahn, die auch für Gepäcktransport der Gäste genutzt wird; die Seilbahn führt herauf vom Ende der Forststraße oberhalb der Proxenalm (unweit des Standorts der Alten Kellerjochhütte).